# Kalovo, Burgas
Kalovo (în bulgară Калово) este un sat în comuna Malko Tărnovo, regiunea Burgas,  Bulgaria. 

## Demografie
Componența etnică a satului Kalovo
     Bulgari (93,93%)
     Nicio identificare (6,06%)
     Altele (0%)
La recensământul din 2011, populația satului Kalovo era de 33 locuitori. Din punct de vedere etnic, majoritatea locuitorilor (93,93%) erau bulgari. Pentru 6,06% din locuitori nu este cunoscută apartenența etnică.